# ジョージ・リンカーン・バー

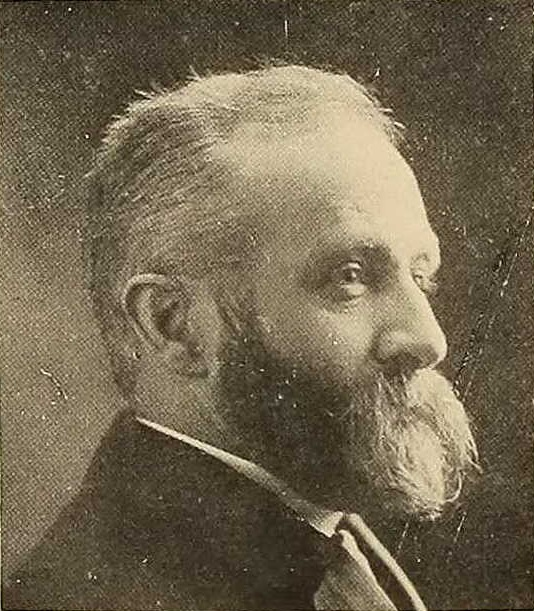
ジョージ・リンカーン・バー、1902年頃

ジョージ・リンカーン・バー（George Lincoln Burr、1857年1月30日 – 1938年6月27日）は、アメリカ合衆国の歴史家、外交官、作家、教員で、コーネル大学の歴史学教授、図書館長。コーネル大学初代学長のアンドリュー・ディクソン・ホワイトの最側近として知られていた。
1908年、バーはアメリカ古書協会の会員に選出された。